# Chiropsoides
Chiropsoides  é um género de cnidários pertencentes à ordem Chirodropida, família Chiropsalmidae.

## Espécies
- Chiropsoides buitendijki Horst, 1907
- Chiropsoides quadrigatus Haeckel, 1880